# Llista d'unitats de massa d'Assíria
Aquesta és una llista de les unitats de pes emprades a l'antiga Assíria.

## Biltu
Biltu (talent) era una unitat de pes assíria equivalent a 30 kg de metall. Estava dividida en 60 mines i 3.600 sicles.

## Bitqu
Bitqu (tall) era una divisió de la unitat de pes assíria anomenada sicle (1 sicle = 8 bitqu) i era equivalent a 1,04 grams

## Giru
Giru (quirat) era una divisió de la unitat de pes d'origen assiri anomenada sicle (1 sicle = 24 giru) i era equivalent a 0,35 grams.

## Halluru
Halluru (cigró) era una divisió de la unitat de pes d'origen assiri anomenada sicle (1 sicle = 40 halluru) i era equivalent a 0,21 grams.

## Mahat
Mahat (gra) era una divisió de la unitat de pes d'origen assiri anomenada sicle (1 sicle = 12 mahat) i era equivalent a 0,69 grams.

## Manu
Manu (mina) era una unitat de pes de l'Orient Mitjà. A Assíria era equivalent a mig quilo i estava dividida en 60 sicles.

## Sicle
El sicle (de l'hebreu שקל, sheqel, a través del llatí siclus) era una antiga unitat per mesurar els pesos usada a l'Orient Mitjà (Palestina) i a Mesopotàmia (Assíria i Babilònia), que corresponia al dàric persa.

## Uttetu
Uttetu (civada de moresc) era una divisió de la unitat de pes d'origen assiri anomenada sicle (1 sicle = 180 uttetu) i era equivalent a 0,0463 grams.

## Zuzu
Zuzu (paraula que vol dir divisió) era la meitat d'un sicle, unitat de pes assíria i babilònia. Un zuzu equivalia a 4,17 grams.